# Alfred Bussey

Alfred Bussey (1971)

Alfred Bussey (* 10. November 1915 in Vevey; † 6. November 1987 in Lausanne, heimatberechtigt in Montbovon und Lausanne) war ein Schweizer Politiker (SP).
Bussey arbeitete nach seiner Schriftsetzer- und Typografen-Lehre bei der Stadtverwaltung von Lausanne. Dort wurde er zum ersten Chef des Sportamts ernannt. 1945 wurde er in den Grossen Rat des Kantons Waadt gewählt. Im Jahr 1958 wählten ihn die Lausanner Bevölkerung in die Stadtregierung. Dort war er bis 1962 für das Polizeiwesen und bis 1973 für die Finanzen zuständig. 1967 wurde er in den Nationalrat gewählt und musste dafür sein Grossratsmandat aufgeben. Im Jahre 1977 war er Nationalratspräsident und schied zwei Jahre später (1979) aus der Grossen Kammer aus.
In seiner Karriere war er unter anderem Präsident der SP des Kantons Waadt und hatte diverse Verwaltungsratsmandate wie zum Beispiel bei Comptoir suisse, Energie Ouest-Suisse und der Banque Cantonale Vaudoise inne.